# ジャック・ズア
ジャック・ズア・ダオガリ（Jacques Zoua Daogari, 1991年9月6日 - ）は、カメルーン・ガルア出身の同国代表サッカー選手。ポジションはFW。

## 経歴
2005年からコトンスポール・ガルアのユースチームに所属し、2008年9月22日、プロ契約を結んだ。
2009年、スイスのFCバーゼルに移籍した。11月20日、スイス・カップのFCチューリッヒ戦でデビューを果たし、2010年3月24日、チューリッヒ戦で初ゴールを記録。バーゼルではサイドハーフで起用されることも多い。
2013年6月25日、ハンブルガーSVに3年契約で移籍。2014年8月29日、スュペル・リグのカイセリ・エルジイェススポルに期限付き移籍することが決定した。

## 代表歴
カメルーン代表として2009年にアフリカユース選手権に出場し、3ゴールを記録した。2009 FIFA U-20ワールドカップにも出場した。

## タイトル

### クラブ
FCバーゼル
- スイス・カップ : 2009-10, 2011-12
- スーパーリーグ : 2009-10, 2010-11, 2011-12, 2012-13

### 代表
カメルーン代表
- アフリカネイションズカップ : 2017